# Unión Sindical Independiente de Trabajadores-Empleados Públicos
Unión Sindical Independiente de Trabajadores-Empleados Públicos, también conocido por las siglas USIT-EP, es un sindicato de ámbito estatal que obtiene su mayor implantación entre el profesorado de religión y funcionarios de la Consejería de Educación de la Comunidad de Madrid. Sus servicios jurídicos consiguieron, para el profesorado de religión de la Comunidad de Madrid, sentencias pioneras e históricas: complemento por antigüedad (trienios) y complemento de formación permanente del profesorado (sexenios). También han conseguido la sentencia del Tribunal Constitucional que reconocía los sexenios a los funcionarios docentes interinos. Sentencias que han permitido que otros sindicatos reivindiquen esos mismos conceptos en sus CCAA. Es entidad homologada por la Comunidad de Madrid para impartir cursos de formación del profesorado no universitario. 